# Taphrina cerasi-microcarpae
Taphrina cerasi-microcarpae (лат.) — вид грибов рода тафрина (Taphrina) отдела аскомицеты (Ascomycota), паразит деревьев и кустарников подрода Вишня (Cerasus) семейства Розовые (Rosaceae). Вызывает гипертрофию и стерильность плодов («кармашки»). 

## Описание
Поражённые плоды разрастаются до 2 см длиной, приобретают коническую или цилиндрическую форму, часто с изогнутым концом, семя остаётся недоразвитым.
Мицелий межклеточный, зимует в тканях ветвей.
Сумчатый слой («гимений») развивается на поражённых плодах, имеет вид мучнистого восковидного налёта.
Аски  восьмиспоровые, цилиндрические или булавовидные с закруглённой вершиной, размерами 35—50×10—13 мкм. Базальные клетки (см. в статье Тафрина) размерами 5—7 мкм.
Аскоспоры почти шаровидные или эллипсоидальные, размерами 5—7,5×5—6,3 мкм, могут почковаться в асках.
Спороношение наблюдается в апреле — июле.

## Распространение и хозяева
Типовой хозяин — Prunus microcarpa, впервые гриб описан в Азербайджане. Также встречается на Prunus maximowiczii и вишне войлочной (Prunus tomentosa) в Закавказье (Грузия, Азербайджан), Средней Азии (Туркмения) и на Дальнем Востоке (Китай, Япония, Приморский край России). В Туркмении часто встречается в горах, во влажных и тенистых местах, на открытой местности менее распространён.